# Prehistorik 2
Prehistorik 2 — компьютерная игра, разработанная компанией Titus Interactive. Является продолжением двухмерного платформера Prehistorik. Была выпущена в 1993 году для платформ Amstrad CPC и DOS.

## Геймплей

Скриншот из игры

Цель игры — проходить уровни, попутно собирая еду и бонусы, самым крупным из которых является холодильник.
Как и в предыдущей игре, главным героем является одетый в звериную шкуру доисторический человек, который в поисках пропитания преодолевает препятствия с помощью ловкости и большой дубины. Игра изобилует секретами, которые можно выбить дубинкой из некоторых кустов и выделяющихся камней, а в некоторых местах нужно проехать на спинах стрекоз (причём совершая на ходу пересадки). Некоторые из секретов находятся на большой высоте.